# 535年
| 千纪： | 1千纪 |
| 世纪： | 5世纪 \| 6世纪 \| 7世纪                                                                                    |
| 年代： | 500年代 \| 510年代 \| 520年代 \| 530年代 \| 540年代 \| 550年代 \| 560年代                                  |
| 年份： | 530年 \| 531年 \| 532年 \| 533年 \| 534年 \| 535年 \| 536年 \| 537年 \| 538年 \| 539年 \| 540年            |
| 纪年： | 乙卯年（兔年）；南朝梁大同元年；高昌章和五年；劉蠡升神嘉十一年；东魏天平二年；西魏大统元年；鮮于琛上願元年 |

## 大事记
- 宇文泰宇文泰弒殺投奔自己的北魏孝武帝，擁立元寶炬為帝，正式建立西魏。
- 拜占庭帝國查士丁尼一世趁東哥特王國新任國王狄奧達哈德不得人心、國內政局不穩之際發動哥德戰爭，派將軍貝利薩留攻占西西里島。
- 印度笈多王朝可能在這一年結束（也多有540年的說法）。

## 逝世
- 菩提達摩，佛教中國禪宗初代祖師。
- 北魏孝武帝元修，北魏最後一位皇帝（532年-535年）。
- 5月8日——若望二世，教宗